# 코로너
《코로너》(영어: Stumptown)는 2019년부터 현재까지 방영된 캐나다의 드라마이다.